# Casa al carrer Doctor Silvestre Santaló, 2 (Garrigàs)
La Casa al carrer Doctor Silvestre Santaló, 2 és una obra noucentista de Garrigàs (Alt Empordà) inclosa a l'Inventari del Patrimoni Arquitectònic de Catalunya.

## Descripció
Casa cantonera situada a la carretera d'entrada al poble, a uns cent metres de l'ajuntament. És una casa de planta rectangular amb baixa i un pis amb coberta aterrassada. Al primer pis només trobem 'a obertura de la porta d'accés, mentre que al primer pis trobem tres obertures, dues de les quals comparteixen una balconada correguda de ferro forjat. Aquestes tres obertures tenen un guardapols amb decoració vegetal, en tre les que destaquen dues roses al que seria la llinda. A la part superior de la casa trobem quatre merlets esglaonats, entre els quals hi ha la barana de la terrassa. Al merlet central trobem una creu amb un cercle de grans dimensions a l'interior de la qual podria haver-hi hagut una imatge.